# Teatro de rua

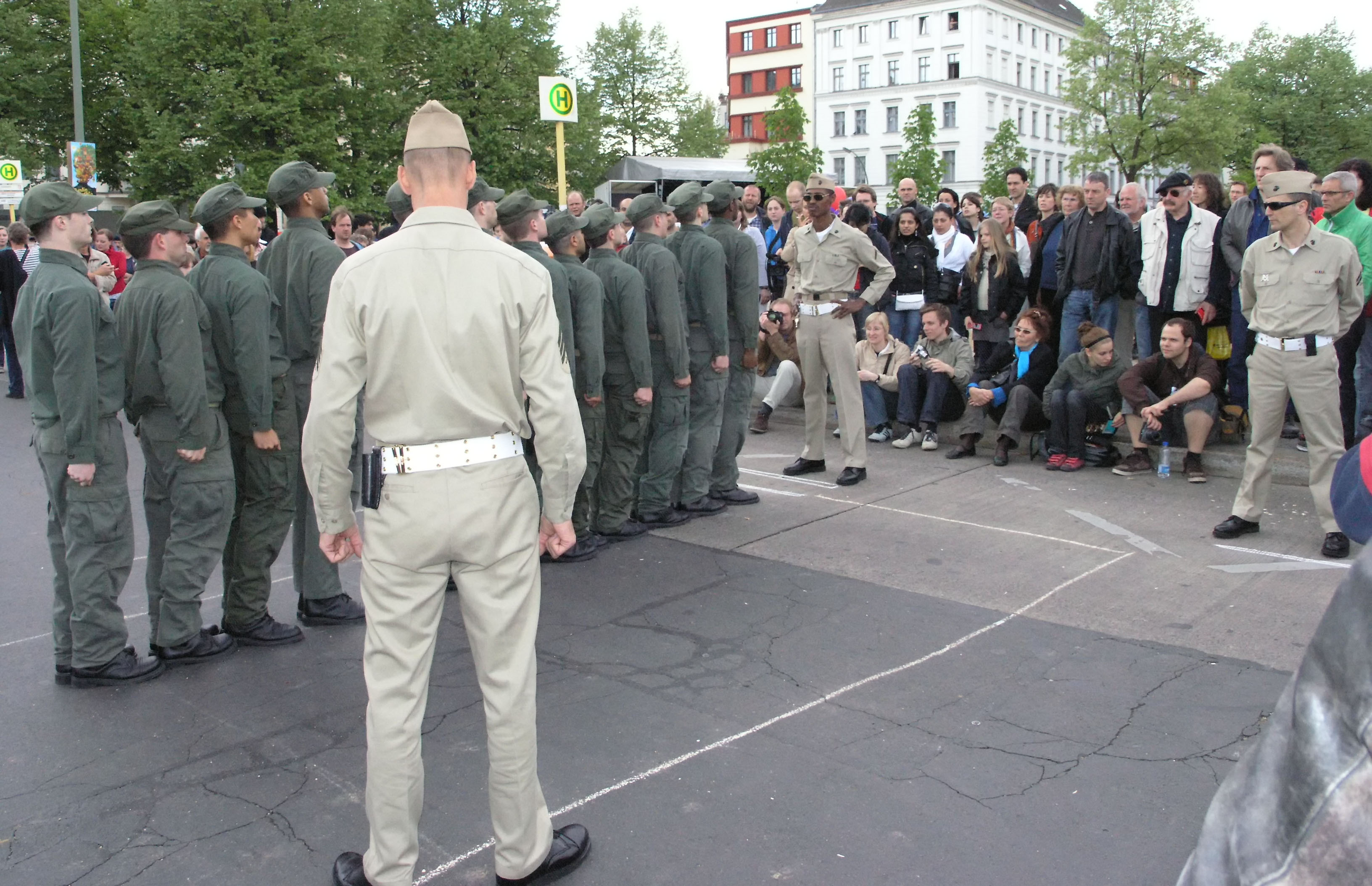
O Living Theatre apresenta sua peça pacifista The Brig (A prisão naval) na Oranienplatz em Berlin-Kreuzberg

Teatro de rua é uma modalidade teatral em que as atrizes e os atores utilizam seu corpo e sua voz a serviço da construção estética no espaço aberto. Se entende o teatro de rua como um teatro na cidade. O espaço urbano não seria apenas um espaço cenográfico, este um ambiente no qual a cena dialoga com a vida da cidade construindo um acontecimento que modifica momentaneamente a cidade como lugar de convívio.  
Ainda que se use o termo rua, compreende-se que esta rua seria todo espaço público aberto ocupado por um espetáculo teatral, como parques, praças, monumentos, fachadas de edifícios, rios. Tais espaços se diferenciam dos locais fechados principalmente pela presença de um público que não foi convidado a ver o teatro, apenas o encontrou no seu cotidiano. 
O conceito teatro de rua abarca um amplo conjunto de espetáculos que se realizam na cidade. Tradicionalmente o teatro de rua foi compreendido como uma modalidade do teatro popular, mas atualmente, os estudos sobre esta forma teatral se ampliaram, e pode-se incluir neste campo diversas formas cênicas. Há, nos últimos trinta anos, um grande número de experiências que exploram as fronteiras da linguagem cênica nas ruas. 
No Brasil são diversos os grupos de teatro que realizam experiências nas ruas, destacando-se Grupo Galpão (Belo Horizonte),  Tá na Rua (Rio de Janeiro), Grupo Imbuaça (Aracaju), Grupo Experiência Subterrânea (Florianópolis), Tribo de Atuadores Ói Nóis Aqui Traveiz (Porto Alegre). Teatro que Roda (Goiânia), Teatro de Caretas (Fortaleza), As Graças (São Paulo), Cia. São Jorge de Variedades (São Paulo), Companhia Jovens em Cena - Cotjoc (Teresina), Cia Brava (São Paulo), Erro Grupo (Florianópolis), Teatro da Vertigem (São Paulo), Grupo de Risco (Itajaí), Oigalê (Porto Alegre).

## Espaço urbano

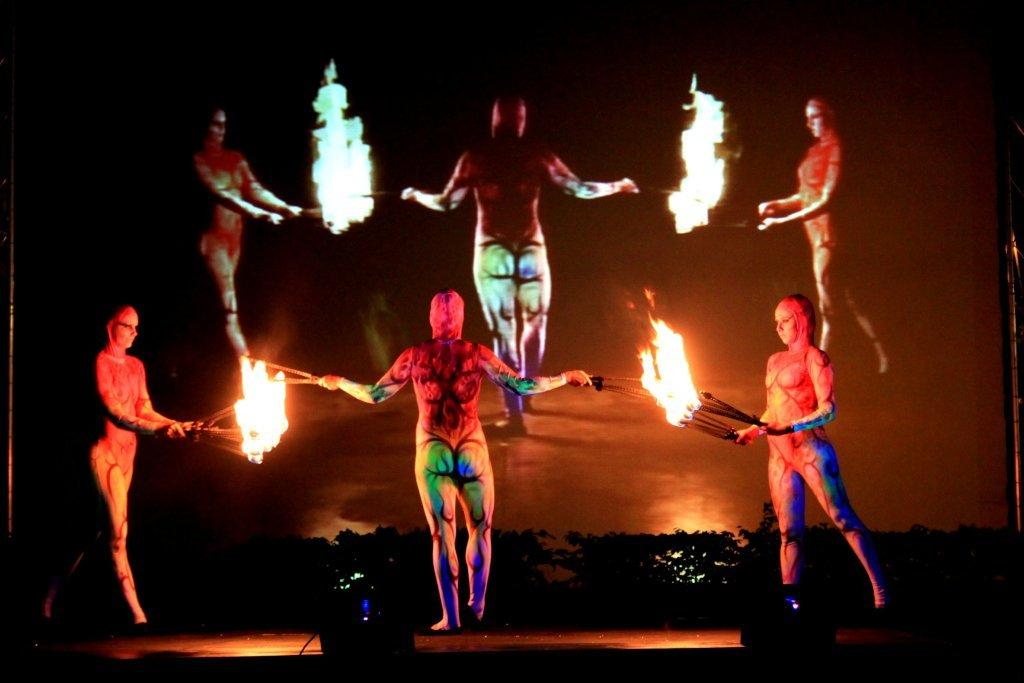
Malabaristas com fogo no Espetáculo Natural Spirit, companhia Carros de Foc

Dentro dessa modalidade teatral, o espaço urbano e tudo que nele está contido, pode vir a ser mais do que espaço de representação, ou seja, ao mesmo tempo que a cidade é local da encenação, o espetáculo pode se valer de uma paisagem como cenário ou um monumento como elemento cênico etc. A cidade por ser polimorfa, possibilita apropriações diversas. André Carreira propõe um teatro de invasão, que entende a própria cidade como dramaturgia.
O teatro de rua brasileiro se constitui em uma "multiplicidade de linguagens" (Narciso Telles). Amir Haddad, fundador do grupo Tá na Rua, da cidade do Rio de Janeiro, entende que teatro e arquitetura sempre estiveram ligados e que as sociedades ergueram seus teatros conformes seus valores.

## Organização
Existem várias organizações de grupos de teatro de rua. Na cidade de São Paulo existe o Movimento de Teatro de Rua (MTR/SP), que juntamente com outros movimentos estaduais deram inicio a uma organização nacional, criando a Rede Brasileira de Teatro de Rua (RBTR), presentes em vários estados brasileiros. 

## Ligações externas

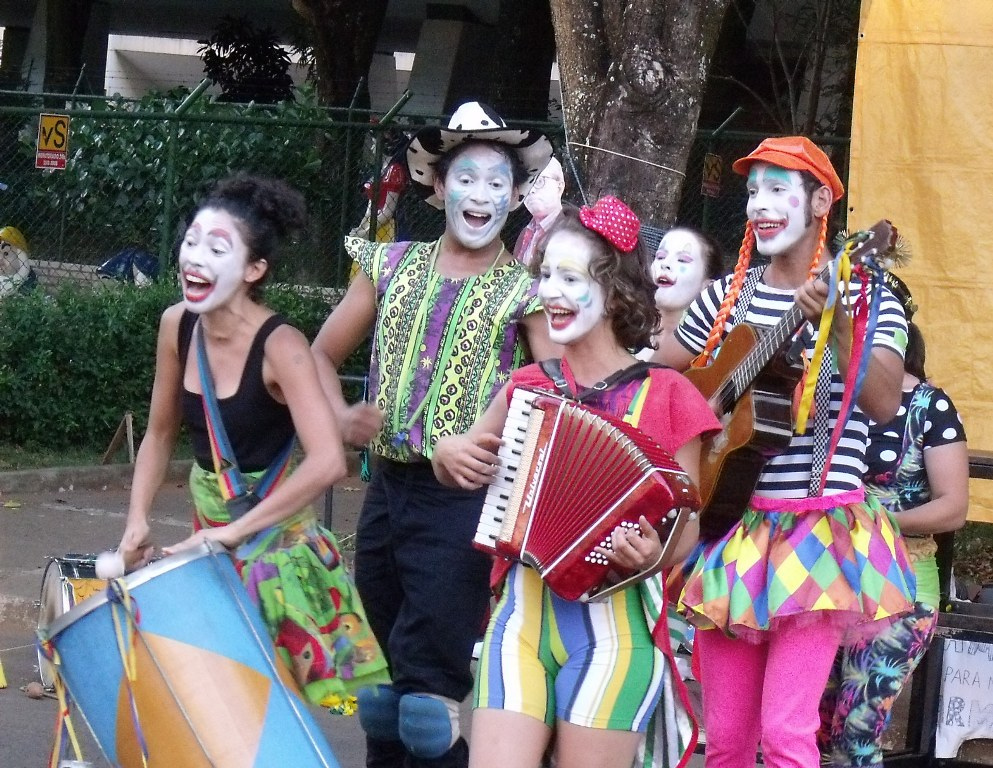
Esquadrão da Vida se apresenta nas ruas de Brasília.